# رابرت جوی
رابرت جوی (انگلیسی: Robert Joy؛ زادهٔ ۱۷ اوت ۱۹۵۱) هنرپیشه اهل کانادا است. وی از سال ۱۹۷۴ میلادی تاکنون مشغول فعالیت بوده‌است. از فیلم‌هایی که وی در آن نقش داشته‌است می‌توان به نوامبر شیرین، شهر آتلانتیک، در میان غریبه‌ها، تفاوت دختر و پسر، ناامیدانه در جستجوی سوزان، بیگانه علیه غارتگر ۲، آمیتی‌ویل سه‌بعدی، هر کاری خواهم کرد، جو یه کسی، هریت جاسوس و رگتایم اشاره کرد.